# Unión Socialista Árabe Libia
La Unión Socialista Árabe de Libia (en árabe: الاتحاد الاشتراكي العربي الليبي‎, tlr. Al-Ittiḥād Al-Ištirākī Al-ʿArabī Al-Liby; y en italiano: Unione Socialista Araba Libica) fue un partido político libio de izquierda existente desde 1971 hasta 1977 y dirigido por Muammar Gaddafi. Muchos aspectos de la revolución socialista libia de Muammar Gaddafi tiene como referentes las ideas izquierdistas del presidente egipcio Gamal Abdel Nasser.
Inspirándose en Nasser, el joven coronel Gaddafi lideró el Movimiento de Oficiales Libres, un grupo de jóvenes militares con ideas radicales que derrocó a la monarquía libia en septiembre de 1969, siendo la Unión Socialista Árabe fundada en 1971 como brazo político del movimiento y partido único de la República Árabe Libia.
Bashir Hawady sirvió como secretario del partido. En 1977, con la creación de la Yamahiriya, el partido fue disuelto por el propio Gaddafi, pues este creía que la existencia de partidos políticos era un obstáculo a la hora de alcanzar una democracia socialista pura.